# Dino Viola
(Dino Viola, 1989)
Dino Viola, all'anagrafe Adino (Terrarossa, 22 aprile 1915 – Roma, 19 gennaio 1991), è stato un imprenditore, dirigente sportivo e politico italiano, presidente dell'Associazione Sportiva Roma dal 1979 al 1991.

## Biografia

Da sinistra: i romanisti Liedholm, Conti, Viola e Falcão nel 1982.

Nato a Terrarossa, frazione di Licciana Nardi in Lunigiana, piccola località in provincia di Massa-Carrara, viene mandato a Roma dalla famiglia per studiare, sin dall'adolescenza. Era fratello minore di Ettore Viola, medaglia d'oro della prima guerra mondiale. Nella capitale cominciò a giocare all'inizio degli anni 1930, al campo Testaccio, quando era allenatore Herbert Burgess. Viola si laureò in ingegneria e nel dopoguerra aprì in Veneto un'industria di parti meccaniche per armamenti.
Entrato nei quadri dirigenziali dell'Associazione Sportiva Roma nei primi anni 1970, sotto la presidenza Anzalone, rilevò la squadra in grandi difficoltà il 16 maggio 1979, portandovi grandi ambizioni e capacità di investimento; aveva fatto da sempre della Roma la sua seconda famiglia e, pur guardato con scetticismo dai "salotti" del calcio professionistico, dimostrò sempre di non avere alcun complesso di inferiorità. Nei suoi oltre undici anni di presidenza la Roma vinse uno scudetto (1982-1983), a quarantuno anni di distanza dall'unico precedente, e quattro Coppe Italia (1979-1980, 1980-1981, 1983-1984 e 1985-1986), raggiungendo inoltre la prima e fin qui unica finale di Coppa dei Campioni del club (1983-1984).
Nel 1986, a seguito dello "scandalo Vautrot" (il tentativo di corruzione dell'arbitro Michel Vautrot, in occasione della semifinale di Coppa dei Campioni del 25 aprile 1984 tra Roma e Dundee Utd), il Grand Jury d'appello della UEFA lo squalificò per quattro anni; la Corte Federale della FIGC invece lo assolse per sopravvenuta prescrizione, pur riscontrando da parte di Viola «un comportamento gravemente censurabile». Contestualmente, Viola e la Roma si costituirono parte civile in giudizio contro l'intermediario Spartaco Landini e l'osservatore calcistico Paolo Cominato, i quali vennero condannati a un anno di reclusione per truffa e alla restituzione di 100 milioni di lire.

Viola posa con il trofeo della Coppa Italia 1985-1986, la quarta e ultima vinta dalla Roma sotto la sua presidenza.

Viola sfruttò la sua popolarità come presidente della Roma scudettata per candidarsi come senatore, nelle file della Democrazia Cristiana. Una volta eletto, sedette in Senato dal 1983 al 1987, politicamente vicino alla corrente di Giulio Andreotti.
Morì a Roma il 19 gennaio 1991 per complicazioni postoperatorie legate a un tumore all'intestino. Riposa nel cimitero capitolino del Verano assieme alla moglie Flora, scomparsa il 10 novembre 2009. Dopo la sua morte, nel 1994 il Comune di Roma gli ha dedicato, a Trigoria, il piazzale d'ingresso del centro sportivo Fulvio Bernardini.